# Clarks Hill (Indiana)
Clarks Hill és una població dels Estats Units a l'estat d'Indiana. Segons el cens del 2008 tenia 688 habitants.

## Demografia
Segons el cens del 2000, Clarks Hill tenia 680 habitants, 241 habitatges, i 188 famílies. La densitat de població era de 972,4 habitants per km².
Dels 241 habitatges en un 44,4% hi vivien nens de menys de 18 anys, en un 60,2% hi vivien parelles casades, en un 12,9% dones solteres, i en un 21,6% no eren unitats familiars. En el 17,8% dels habitatges hi vivien persones soles el 7,9% de les quals corresponia a persones de 65 anys o més que vivien soles. El nombre mitjà de persones vivint en cada habitatge era de 2,82 i el nombre mitjà de persones que vivien en cada família era de 3,18.
Per edats la població es repartia de la següent manera: un 33,1% tenia menys de 18 anys, un 8,8% entre 18 i 24, un 30,9% entre 25 i 44, un 19,1% de 45 a 60 i un 8,1% 65 anys o més.
L'edat mediana era de 31 anys. Per cada 100 dones de 18 o més anys hi havia 97,8 homes.
La renda mediana per habitatge era de 35.893 $ i la renda mediana per família de 40.268 $. Els homes tenien una renda mediana de 30.208 $ mentre que les dones 22.368 $. La renda per capita de la població era de 12.773 $. Entorn del 5,1% de les famílies i el 10,1% de la població estaven per davall del llindar de pobresa.

## Poblacions més properes
El següent diagrama mostra les poblacions més properes.